# Norma Barzman
Pour les articles homonymes, voir Barzman.
Norma Barzman, née Norma Levor, est une écrivaine et scénariste américaine de « l’âge d’or d’Hollywood ». Elle naît à New York (État de New York) le 15 septembre 1920 et meurt le 17 décembre 2023 à Beverly Hills (Californie). Elle est aussi une rescapée de la chasse aux sorcières pendant le maccarthysme.

## Biographie
Norma Levor est née à New York le 15 septembre 1920 dans un milieu privilégié. Elle grandit entre l’Europe et les États-Unis. Elle est formée au Radcliffe College, mais interrompt ses études pour se rendre en France, où ses parents la récupèrent à la suite de l’invasion de la Pologne par Hitler en 1939. Revenue dans son pays, elle épouse le mathématicien Claude Shannon et part vivre avec lui à Princeton. Elle divorce en 1941, déménage avec sa mère sur la côte ouest, et s’inscrit à la Writing School de Los Angeles réputée progressiste.

### Carrière
Norma Levor s’installe à Hollywood le jour de ses 21 ans. Elle est considérée comme écrivain « de gauche ». En 1942, à l’occasion d’une fête d’Halloween, elle rencontre son futur (second) mari le scénariste Ben Barzman, de dix ans son aîné. Norma rédige des articles pour le Los Angeles Herald Examiner du magnat William Randolph Hearst. En 1943, elle adhère au Parti communiste dont Ben Barzman est déjà membre. Refusant de s’excuser, elle déclare en 2014 : « Hitler envahissait l’Union soviétique, il n’y avait aucune raison d’être anti-Russes : ils étaient nos alliés ».
Elle évoque en 2012 son goût pour les soirées de l’époque de l’âge d’or des Studios : « La communauté progressiste hollywoodienne dans les années 1940 était si merveilleuse, c’était très stimulant d'en faire partie, […] de rencontrer tant de personnes si intelligentes, altruistes et intéressantes ». Informé de son appartenance au Parti communiste, Randolph Hearst déclare : « Je m'en fiche si elle est rouge, c'est une bonne journaliste, et je ne licencie jamais un bon journaliste ».
Elle propose ses propres scénarios, dont deux qui serviront de base en 1946 à la comédie romantique Never say Goodbye avec le couple Eleanor Powell/Eroll Flynn, et le thriller The Locket, avec Laraine Day et Robert Mitchum. Elle affirme que les studios l’ont contrainte à retirer son nom des scénarios pour des raisons commerciales pour y substituer celui de son mari et d’un autre écrivain. Elle accepte, ayant besoin d’argent.

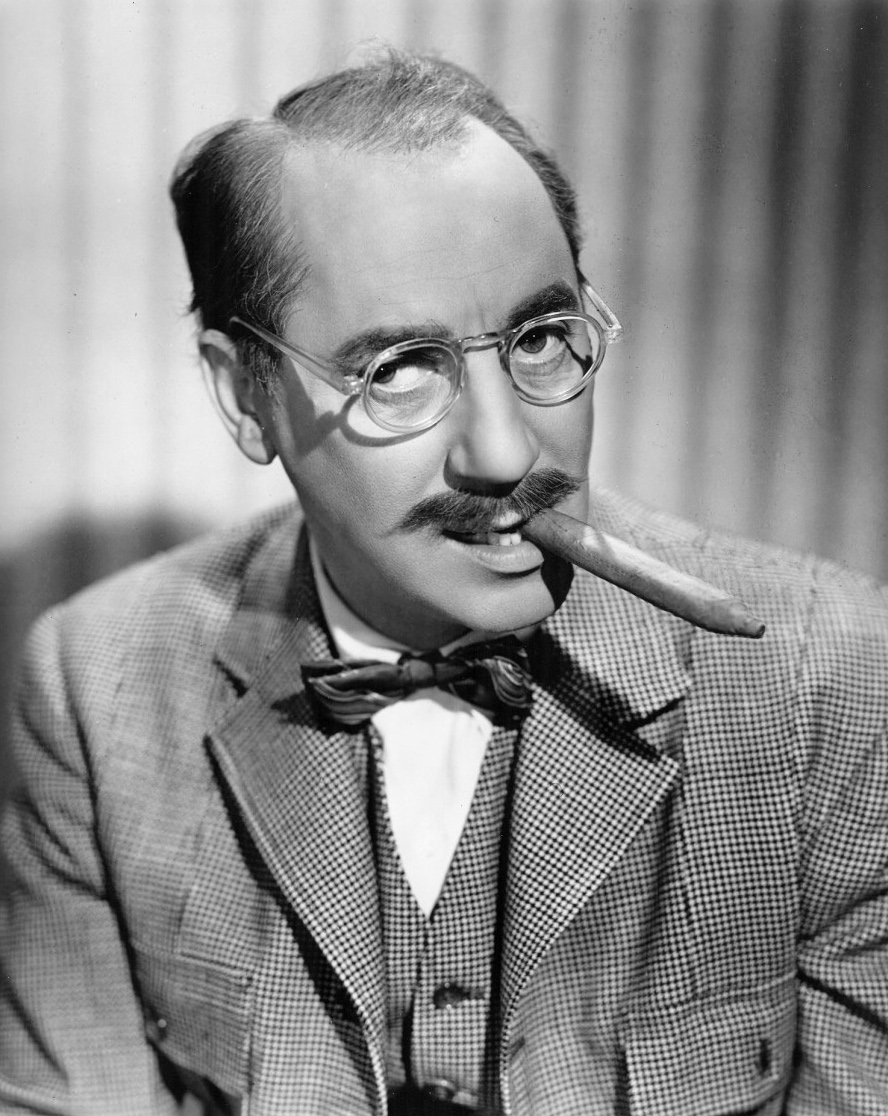
Groucho Marx

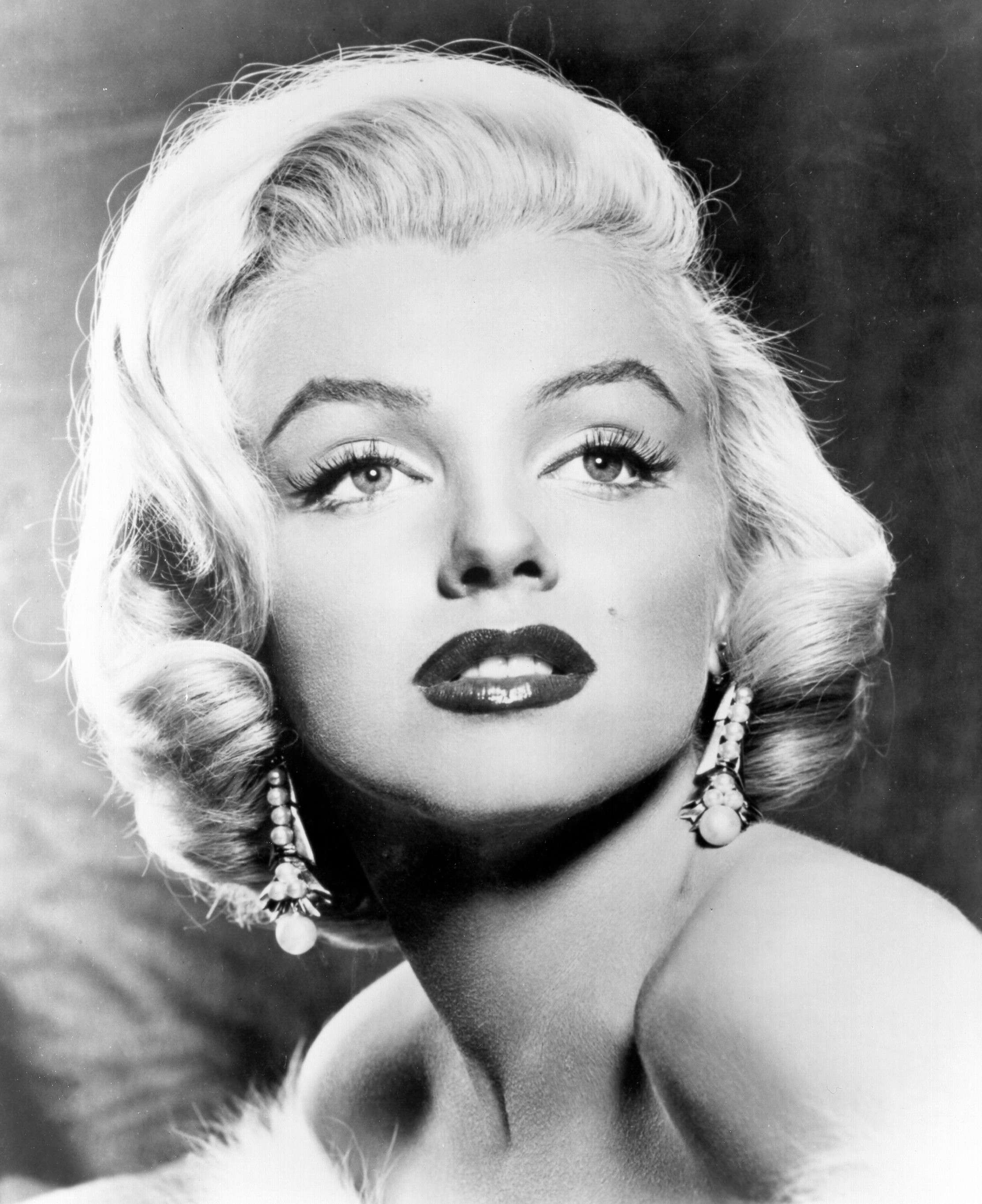
Marilyn Monroe

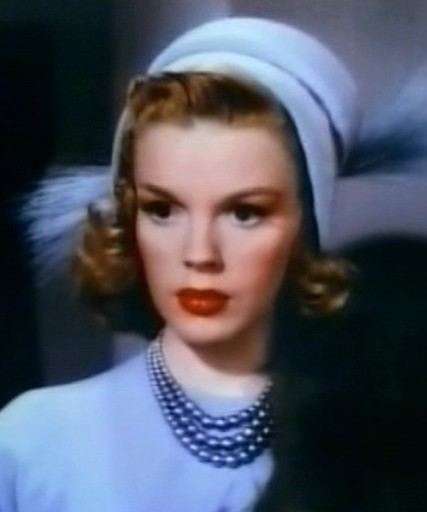
Judy Garland

En 1947, Groucho Marx, puis Norma Jean Baker, se rendant à une soirée chez Judy Garland, sa voisine, s’arrêtent chez elle et l’avertissent que sa maison est surveillée et les visiteurs contrôlés par les forces de l’ordre.

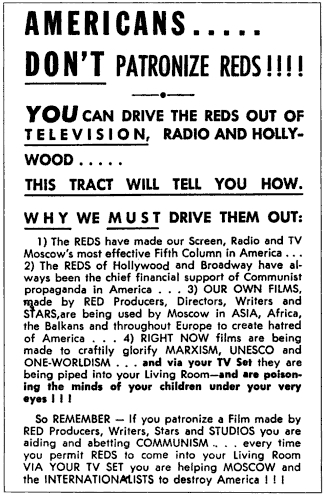
Exemple d’affiche visant à boycotter les « Rouges » - « Américains … n’achetez pas chez les rouges !!! » - Tract anticommuniste américain typique des années 1950, spécifiquement destiné à l’industrie du divertissement

### Exil en Europe
Victime comme beaucoup d’autres de la chasse aux sorcières du sénateur Joseph McCarthy, du fait de leurs idées de gauche, Norma enceinte et son mari, se sachant surveillés par le FBI, quittent le pays en 1949 avec leurs deux enfants pour éviter une assignation à comparaître et pour prévenir une éventuelle dénonciation par l’un des « Hollywood ten ».

Le sénateur Joseph McCarthy en 1954

Il était prévu, à Londres, que Ben retravaille le scénario du film Give us this Day pour le réalisateur Edward Dmytryk. Ce dernier les dénoncera effectivement deux ans plus tard devant la Commission des activités anti américaines. Les Barzman sont mis sur la Liste Noire qui empêche tout engagement par les Studios. La famille reste en Grande Bretagne jusqu’en 1954, puis en France, à Paris, à Mougins et à Cannes où leurs relations comprennent notamment Pablo Picasso, Sophia Loren et le couple Simone Signoret / Yves Montand.
Norma travaille sous des prête-noms sur plusieurs films. La famille s’agrandit et pourvoit très difficilement à ses besoins. Même à l’étranger, le couple continue d’être sous la surveillance du FBI. Ils effectuent un voyage en URSS, et y constatent de visu la réalité. Ils renient derechef leur affiliation au communisme. L’année suivante, en 1965, ils séjournent brièvement aux États-Unis.

### Retour
Les Barzman ne reviennent définitivement en Amérique qu’en 1976 : « Quand je suis revenue ici, […], j’allais enfin pouvoir être la Norma que j’étais censée être, et que j’avais toujours été ». Norma, depuis les mouvements d’émancipation féministes, a pris conscience qu’elle n’a jamais été autre chose que l’assistante de son mari. Elle milite pour le droit des femmes et pour le rétablissement des droits des auteurs réprouvés par le maccarthysme.
Ben Barzman meurt de maladie en 1989. Norma rédige un journal, elle est aussi journaliste et assure des chroniques dans plusieurs grands quotidiens de Los Angeles.
En 1999, elle s’associe à l’organisation d’une manifestation de protestation à l’occasion de la cérémonie des Oscars au cours de laquelle le réalisateur Elia Kazan se voit récompensé d’un Oscar d’honneur, alors qu’il a contribué aux dénonciations de la chasse aux sorcières.

### Mémoires
En 2003, elle publie ses mémoires : The Red and the Blacklist (éd. Nation books) à propos desquelles le Los Angeles Time déclare au sujet de l’auteure : « Elle est une conscience éloquente de la Liste noire », dont elle est demeurée une des dernières survivantes.
Selon David Freedman, du New York Times Book Review, : « Un portrait émerge d'une femme qui a connu le plaisir : parfois dans son travail ; certainement dans ses enfants ; souvent dans la romance, à la fois dans et hors du mariage. Le livre est également un témoignage de colère envers le comité du Congrès qui a fait fi du premier amendement, et envers tous les hommes qui l'ont muselée — en particulier son mari, pour lequel elle ressentait souvent de l’amertume ».
D’après Carol Haggas du Booklist, son témoignage : « apporte une perspective sombre, mais légitime, à une époque complexe et confuse de l'histoire américaine ».

### Vie privée
En 1939, Norma épouse Claude Shannon, un mathématicien (devenu depuis le père de la théorie de l’information), et va vivre avec lui à Princeton (New Jersey). Le couple divorce en 1941.
Elle épouse en 1943 le scénariste canadien Ben Barzman (1910-1989), avec lequel, elle a sept enfants :  Suzo, Luli, John, Aaron, Danielle, Paolo et Marco, huit petits-enfants et six arrière-petits-enfants.

### Mort
Norma Barzman meurt de mort naturelle entourée des siens le 17 décembre 2023 chez elle à Beverly Hills à l’âge de 103 ans.

## Filmographie
- 1946 : Ne dites jamais adieu (Never Say Goodbye), de James V. Kern